# Retrato de Maria Luísa de Parma (1789)
Retrato de Maria Luísa de Parma é uma pintura em óleo sobre tela em 1789 por Francisco de Goya, retratando a rainha D. Maria Luísa de Parma, mãe da rainha portuguesa D. Carlota Joaquina de Bourbon.
Maria Luísa surge trajando a moda da época, ao contrário dos anos posteriores em que viria a surgir em trajes de maja, o típico traje tradicional citadino espanhol. Nesta tela o neoclassicismo dos primeiros anos de Goya é evidente, realçando os seus tradicionais fundos simples em tons azeitona, destacando a personalidade retratada. O maior foco de luz na tela incide, não sobre o rosto, mas sobre o peito de Maria Luísa.